# La Route du devoir (film, 1918)
Pour les articles homonymes, voir La Route du devoir.
Pour plus de détails, voir Fiche technique et Distribution.
La Route du devoir est un film muet français réalisé par Georges Monca, sorti en 1918.

## Fiche technique
- Titre : La Route du devoir
- Réalisation : Georges Monca
- Scénario : Georges Monca d'après le roman de Julien Berr de Turique
- Photographie :
- Montage :
- Producteur :
- Société de production : Société cinématographique des auteurs et gens de lettres (S.C.A.G.L)
- Société de distribution : Pathé Frères
- Pays de production :  France
- Langue : film muet avec les intertitres en français
- Métrage : 1 480 m
- Format : Noir et blanc — 35 mm — 1,33:1 — Muet
- Genre : Comédie dramatique
- Durée : 50 minutes
- Dates de sortie :
  - France : 19 avril 1918

## Distribution
- Albert Mayer : Monsieur Elmon
- Garay : Prosper Mornang
- Henri Bosc : Jacques Mornang
- Armand Numès : Monsieur Cordier
- Jean Croué : le docteur Telamon
- Gabrielle Robinne : Mathilde Laroche
- Renée Sylvaire : Hélène Cordier
- Jeanne Even : Mademoiselle Laroche